# Никитина, Ирина Витальевна
Ири́на Вита́льевна Ники́тина (род. 21 марта 1990 года, Тольятти) — российская гандболистка, разыгрывающий, игрок национальной сборной России и гандбольного клуба «Черноморочка». Мастер спорта (2010). Чемпион России (2008, 2020), чемпион мира среди юниоров (2008), чемпион кубка ЕГФ (2012).

## Биография
Родилась в Тольятти. Гандболом занималась с 10 лет в СДЮСШОР № 2 «Гандбол» города Тольятти. Первый тренер — Нина Борисовна Бойко. С 2004 по 2006 г. играла в команде «Лада-3» (Тольятти), с 2006 по 2007 г. — в команде «Лада-2» (Тольятти). В сентябре 2007 года дебютировала в «Ладе».
С 1 июля 2013 года по май 2014 года являлась игроком клуба «Будучност» (Черногория).
Замужем, образование высшее (Тольяттинский государственный университет). В конце 2016 года стала мамой.

## Достижения
С клубами
- Чемпион России (2008, 2020).
- Третий призер чемпионата России (2009, 2011, 2012, 2015, 2022).
- Победитель Суперкубка России (2019).
- Обладатель Кубка европейской федерации гандбола (2012).
- Чемпион Черногории (2014).
- Обладатель Кубка Черногории (2014).

Со сборной
- Второй призер чемпионата Европы (2018).
- Чемпион мира среди юниорок (2008).
- Третий призер чемпионата Европы среди молодежи (2009).
- Серебряный призер чемпионата мира среди молодежи (2010).

## Награды и звания
- Мастер спорта России